# Ünnepek Gibraltárban
Az alábbiak a hivatalos ünnepek Gibraltárban.
| Dátum                    | Megnevezés               | Tudnivalók |
| ------------------------ | ------------------------ | --- |
| január 1.                | újév                     | 1974 óta, az uralkodó proklamációja alapján. |
| mozgóünnep               | a Nemzetközösség napja   | március második hétfője |
| mozgóünnep               | nagypéntek               | A húsvét előtti péntek. |
| mozgóünnep               | húsvéthétfő              | A húsvét utáni hétfő. |
| mozgóünnep               | a munkások emléknapja    | április 28., vagy ha az a hétvégére esik, akkor a rákövetkező hétfő |
| május 1.                 | a munka ünnepe           | |
| május utolsó hétfője     | tavaszi bankszünnap      | Hivatalos ünnep 1971 óta; 1965-től 1970-ig próbaidőszak előzte meg. A pünkösdhétfőt váltotta föl, amely korábban a húsvéttal együtt változó időpontú ünnep volt. A törvény nem ad nevet az ünnepnek, csak előírja, hogy mely napra esik. Az idei évben május 26. a dátuma. |
| mozgóünnep               | a királynő születésnapja | rendszerint a június második szombatját követő hétfő |
| augusztus utolsó hétfője | nyárvégi bankszünnap     | Hivatalos ünnep 1971 óta; 1965-től 1970-ig próbaidőszak előzte meg. Korábban augusztus első hétfőjére esett, és augusztusi bankszünnap volt a neve. A törvény nem ad nevet az ünnepnek, csak előírja, hogy mely napra esik. Az idei évben augusztus 25. a dátuma.          |
| szeptember 10.           | Gibraltár nemzeti napja  | |
| december 25.             | karácsony                | hagyományos ünnep |
| december 26.             | karácsony másnapja       | Hivatalos bankszünnap. A törvény nem ad nevet az ünnepnek, csak előírja, hogy december 26-ra esik, hacsak az nem esik vasárnapra. Az idei évben ünnepnap. |

## Fordítás
Ez a szócikk részben vagy egészben  a   Public holidays in Gibraltar című angol Wikipédia-szócikk ezen változatának fordításán alapul.  Az eredeti cikk szerkesztőit annak laptörténete sorolja fel. Ez a jelzés csupán a megfogalmazás eredetét és a szerzői jogokat jelzi, nem szolgál a cikkben szereplő információk forrásmegjelöléseként.